# Henry Morgenthau

Henry Morgenthau (1947)

Henry Morgenthau junior [ˈmɔːrgənθɔː] (* 11. Mai 1891 in New York City; † 6. Februar 1967 in Poughkeepsie, New York) war ein US-amerikanischer Politiker. Von 1934 bis 1945 bekleidete er das Amt des US-Finanzministers.

## Familie, Studium und berufliche Laufbahn
Morgenthau war der Sohn von Henry Morgenthau sen. und dessen Ehefrau Josephine (geb. Sykes). Sein Vater war von 1913 bis 1916 amerikanischer Botschafter in Konstantinopel (heute Istanbul). Dieser wurde in der Türkei Zeuge des Genozids an den Armeniern und verfasste einen Bericht, der 1918 in den Vereinigten Staaten veröffentlicht wurde.

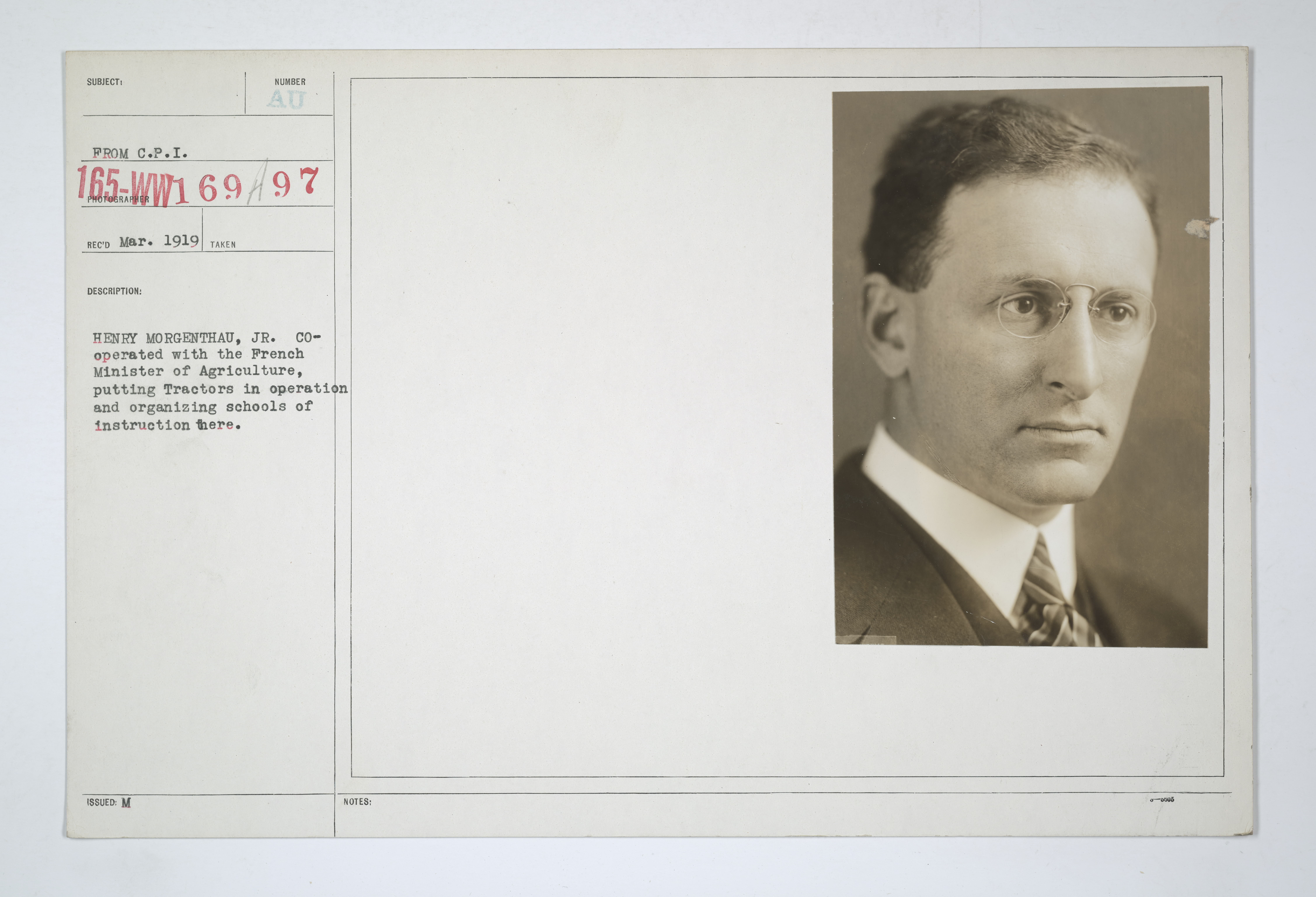
Für die United States Food Administration arbeitete Morgenthau mit dem französischen Landwirtschaftsminister zusammen und brachte Traktoren zur Verwendung.

Seine Großeltern waren jüdische Einwanderer, die zuvor in Mannheim gelebt hatten. Nach dem Besuch der Schule studierte Henry Morgenthau jun. Architektur und Agronomie an der Cornell-Universität, schloss das Studium aber nicht ab. Stattdessen widmete er sich der Landwirtschaft.
Am 17. April 1916 heiratete er Elinor Joan Fatman (1892–1949), mit der er drei Kinder hatte. Nach ihrem Tod heiratete er am 21. November 1951 Marcelle Puthan Hirsch (1902–1972), die wie er verwitwet war. In den 1920er Jahren übernahm Morgenthau die Zeitschrift American Agriculturist und war als Vorsitzender der landwirtschaftlichen Beratungskommission des Staates New York tätig.
Eine weitere bekannte Persönlichkeit der Familie ist Morgenthaus Nichte, die autodidaktische Historikerin Barbara Tuchman. Sein Sohn Robert M. Morgenthau war bis zum Alter von 90 Jahren ein angesehener Staatsanwalt in Manhattan.

## Finanzminister unter Roosevelt

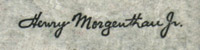
Unterschrift von Morgenthau auf US-$-Banknoten

Morgenthau jun. war ein enger Vertrauter und Freund von Franklin D. Roosevelt. Für Roosevelt fungierte er 1932 als Wahlkampfberater. 1933 wurde er Staatssekretär im US-Finanzministerium. Wie Roosevelt war Morgenthau finanzpolitisch konservativ eingestellt; er unterstützte allerdings mit Überzeugung Roosevelts Politik des New Deal. Ziele seiner Finanzpolitik waren unter anderem ein ausgeglichener Staatshaushalt und eine deflationistische Politik, insbesondere in der Zeit der Rezession 1937/1938. Diese Einstellung gab er im zweiten Quartal 1938 auf, als Besserung nach wie vor nicht in Sicht war.
Bereits vor dem Eintritt der Vereinigten Staaten in den Zweiten Weltkrieg im Dezember 1941 bemühte sich Morgenthau, deutsche Auslandsguthaben zu blockieren, damit sie nicht von der deutschen Kriegswirtschaft genutzt werden konnten. Ab 1942 konnte Morgenthau die deutschen Guthaben in den USA beschlagnahmen und deutsche Tochterfirmen wie die IG-Farben-Werke unter amerikanische Leitung stellen. Auch in neutralen Staaten und in Südamerika, wo besonders Brasilien und Argentinien unter deutschem Einfluss standen, versuchte er dies.
Im Januar 1944 regte Morgenthau die Gründung des War Refugee Board an, das etwa 200.000 Ungarn und Rumänen jüdischen Glaubens die Rettung vor der Ermordung durch die Nationalsozialisten ermöglichen sollte. Im gleichen Jahr eröffnete er in seiner Funktion als Leiter der amerikanischen Delegation die Konferenz von Bretton Woods, die feste Wechselkurse der Währungen untereinander, eine feste Goldankaufgarantie der amerikanischen Notenbank sowie zur Umsetzung des Abkommens die Gründung von Weltbank und Internationalem Währungsfonds (IWF) vereinbarte.
In Europa bekannt wurde Morgenthau durch den nach ihm benannten Morgenthau-Plan, der auf einer Denkschrift basiert, die durch Indiskretion im September 1944 bekannt wurde. Ziel des Morgenthau-Plans war in erster Linie, das damalige Deutsche Reich nach Kriegsende in mehrere Staaten zu unterteilen, die jeweils demilitarisiert und zu Agrarstaaten umgewandelt werden sollten. US-Präsident Franklin D. Roosevelt verwarf den Entwurf nach einigen Wochen; er gelangte nie in ein konkretes Planungsstadium und war nie zur politischen Realisierung vorgesehen.
Die NS-Propaganda benutzte ihn für ihre Durchhalteparolen. Im Oktober 1945 publizierte Morgenthau ein Buch mit dem Titel Deutschland ist unser Problem. Darin erklärte er seinen Plan.
Morgenthau trat zurück, als Harry S. Truman nach dem Tod von Roosevelt im April 1945 US-Präsident wurde. Er erhielt 1945 die Medal for Merit, damals die höchste zivile Auszeichnung der USA.
Nach seinem Rücktritt blieb Morgenthau mehrere Jahre aktives Mitglied einer Gruppe, die sich (zusammen mit anderen Prominenten wie Eleanor Roosevelt, der früheren First Lady) für eine raue Behandlung des besiegten Deutschland (harsh peace) einsetzte.